# Eumacronota sumatrana
Eumacronota sumatrana är en skalbaggsart som beskrevs av Raffaello Gestro 1879. Eumacronota sumatrana ingår i släktet Eumacronota och familjen Cetoniidae. Inga underarter finns listade i Catalogue of Life.